# 庫氏細鰩
庫氏細鰩（學名：Rajella kukujevi），為軟骨魚綱鰩目鰩科鰩屬的一種，分布於東北大西洋海域，深度750至2191公尺，體長可達84公分，棲息在深海，為底棲性魚類，肉食性，卵生，生活習性不明。